# Pepperell (Massachusetts)
Pepperell ist eine Kleinstadt im Middlesex County des Bundesstaats Massachusetts in den Vereinigten Staaten. Das U.S. Census Bureau hat bei der Volkszählung 2020 eine Einwohnerzahl von 11.604 ermittelt. Die Siedlung ist Teil der Metropolregion Greater Boston. Sie liegt am Nashua River.

## Geschichte
Pepperell wurde erstmals 1720 als Teil von Groton besiedelt und wurde 1775 offiziell als eigene Stadt gegründet. Die Gründer benannten sie nach Sir William Pepperrell, einem Kolonialsoldaten aus Massachusetts, der die Belagerung von Louisbourg während des King George’s War leitete. Die Stadt war bekannt für ihren guten Boden und ihre Obstgärten.

## Demografie
Laut einer Schätzung von 2019 leben in Pepperell 12.114 Menschen. Die Bevölkerung teilt sich im selben Jahr auf in 94,7 % Weiße, 0,8 % Afroamerikaner, 2,3 % Asiaten und 1,8 % mit zwei oder mehr Ethnizitäten. Hispanics oder Latinos aller Ethnien machten 2,0 % der Bevölkerung aus. Das mittlere Haushaltseinkommen lag bei 104.130 US-Dollar und die Armutsquote bei 5,0 %.

## Söhne und Töchter der Stadt
- Henry Adams Bullard (1788–1851), Politiker